# Sahastata ashapuriae
Espèce
Sahastata ashapuriae est une espèce d'araignées aranéomorphes de la famille des Filistatidae.

## Distribution
Cette espèce est endémique d'Inde.

## Publication originale
- Patel, 1978 : Studies on Indian filistatid spiders (Araneae: Arachnida). The Journal of the Bombay Natural History Society, vol. 75, no 1, p. 183-189.